# كينغسند (كورنوال)
كينغسند (بالإنجليزية: Kingsand)‏ هي قرية تقع في المملكة المتحدة في كورنوال.